# Tàborovo
Tàborovo (en rus: Таборово) és un poble del krai de Primórie, a l'Extrem Orient de Rússia, que en el cens del 2010 tenia 77 habitants.